# Wickepin Shire
Koordinaten: 32° 47′ S, 117° 30′ O

Das Shire of Wickepin ist ein lokales Verwaltungsgebiet (LGA) im australischen Bundesstaat Western Australia. Das Gebiet ist 2042 km² groß und hat 700 Einwohner (2016).
Wickepin liegt im westaustralischen „Weizengürtel“ im Südwesten des Staates etwa 180 Kilometer südöstlich der Hauptstadt Perth. Der Sitz des Shire Councils befindet sich in der Ortschaft Wickepin, wo 275 Einwohner leben (2016).

## Verwaltung
Der Wickepin Council hat neun Mitglieder. Sie werden von allen Bewohnern der LGA gewählt. Wickepin ist nicht in Bezirke unterteilt. Aus dem Kreis der Councillor rekrutiert sich auch der Ratsvorsitzende und Shire President.